# کله تپه
کله تپه مربوط به دوره اشکانیان است و در شهرستان کوثر، بخش فیروز آباد، دهستان زرج آباد، روستای شرف آباد واقع شده و این اثر در تاریخ ۲۶ اسفند ۱۳۸۷ با شمارهٔ ثبت ۲۵۷۷۹ به‌عنوان یکی از آثار ملی ایران به ثبت رسیده است.